# 沃莱地区阿尔萨克
沃莱地区阿尔萨克（法語：Arsac-en-Velay，法語發音：[aʁsak ɑ̃ vəlɛ]）是法国上卢瓦尔省的一个市镇，位于该省中南部，属于勒皮区。

## 地理
沃莱地区阿尔萨克（44°59'26"N, 3°56'35"E）面积12.15 平方千米，位于法国奥弗涅-罗讷-阿尔卑斯大区上盧瓦爾省，该省份为法国中南部省份，北起多姆山省和卢瓦尔省，西接康塔爾省，南至洛泽尔省，东临阿尔代什省。
与沃莱地区阿尔萨克接壤的市镇（或旧市镇、城区）包括：库邦、朗特里亚克、圣日耳曼拉普拉德。

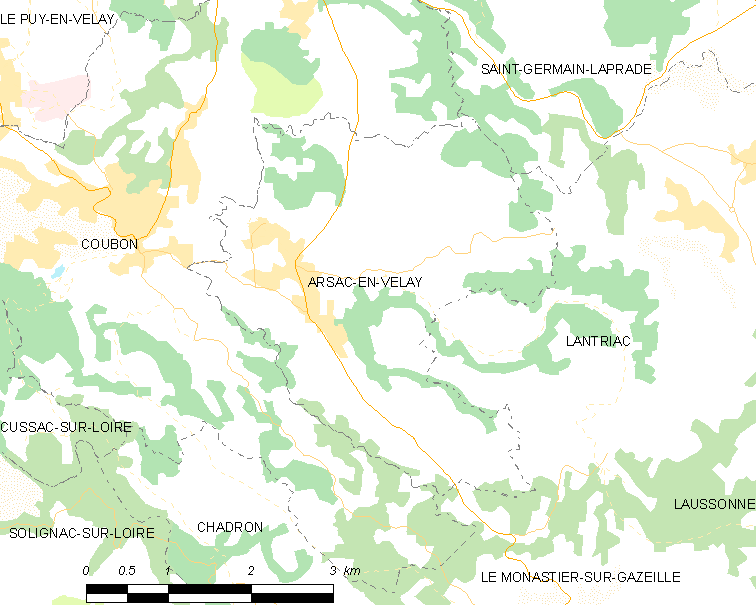
沃莱地区阿尔萨克的OSM定位图

沃莱地区阿尔萨克的时区为UTC+01:00、UTC+02:00（夏令时）。

## 行政
沃莱地区阿尔萨克的邮政编码为43700，INSEE市镇编码为43010。

## 政治
沃莱地区阿尔萨克所属的省级选区为勒皮第四县。

## 人口

1962-2008年间沃莱地区阿尔萨克人口变化图示

沃莱地区阿尔萨克于2022年1月1日时的人口数量为1216人。